# 田中亞鉛鍍金股份
田中亞鉛鍍金股份有限公司，簡稱田中亞鉛鍍金股份，以及田中亞鉛鍍金（日语：田中亜鉛鍍金株式会社），（日本店頭原上市代碼：5980），1908年由田中吾一郎創立。總部位於大阪府大阪市西淀川区御幣島5丁目1番1号。屬於生產熱浸鍍鋅製造商。
主要經營鍍鋅、鋁日常產品。現時由代表取締役社長田中成和主理。而曾在1997年在日本店頭上市，但到2011年則以管理層方式私有化，在股東特別大會通過後，已在2011年7月1日退出股市。

## 連結
- 田中亞鉛鍍金股份有限公司 （页面存档备份，存于）